# Anomala mandli
Anomala mandli är en skalbaggsart som beskrevs av Machatschke 1972. Anomala mandli ingår i släktet Anomala och familjen Rutelidae. Inga underarter finns listade i Catalogue of Life.